# Mistrzostwa Polski w Skokach Narciarskich 1935
16. Mistrzostwa Polski w Skokach Narciarskich – zawody o mistrzostwo Polski w skokach narciarskich, które odbyły się 24 lutego 1935 roku na Wielkiej Krokwi w Zakopanem.
W konkursie o mistrzostwo Polski zwyciężył Stanisław Marusarz, srebrny medal zdobył Andrzej Marusarz, a brązowy - Marian Woyna Orlewicz.

## Wyniki konkursu
| Miejsce  | Zawodnik              | Klub              | Skok 1 | Skok 2 | Punkty |
| -------- | --------------------- | ----------------- | ------ | ------ | ------ |
| 1. (2.)  | Stanisław Marusarz    | SNPTT Zakopane    | 71,0   | 71,0   | 218,8  |
| 2. (4.)  | Andrzej Marusarz      | SNPTT Zakopane    | 60,0   | 65,0   | 203,9  |
| 3. (6.)  | Marian Woyna Orlewicz | TS Wisła Zakopane | 54,0   | 61,0   | 190,8  |
| 4. (7.)  | Jan Bochenek          | TS Wisła Katowice | 54,0   | 58,0   | 184,7  |
| 5. (8.)  | Adam Rzepka           | Sokół Zakopane    | 53,5   | 55,0   | 180,3  |
| 6. (9.)  | Józef Lankosz         | SNPTT Stanisławów | 54,0   | 55,0   | 178,6  |
| 7. (10.) | Józef Jarosz          | TS Wisła Zakopane | 49,5   | 51,5   | 177,4  |
| 8. (11.) | Włodzimierz Bandura   | TS Wisła Zakopane | 46,0   | 56,0   | 177,0  |

W konkursie wzięło udział 37 zawodników. W nawiasach podano miejsce zajęte w zawodach z uwzględnieniem zagranicznych zawodników.
Międzynarodowy konkurs wygrał Reidar Andersen z Norwegii, trzeci był jego rodak Thorstein Gundersen, a piąty - Szwed Bengt Carlqvist.